# 狄剛
狄 剛（てき ごう、1928年5月7日 - 2022年12月29日）は、台湾・カトリック台北教区の名誉大司教である。洗礼名は「ヨセフ」。嘉義教区司教、台北教区協働司教、同大司教、輔仁大学理事長を歴任した。

## 経歴
- 1928年 - 5月7日、中国・河南省修武県生まれ。
- 1948年 – 山東省兗州の聖奥斯定小修道院[2]卒業。
- 1947年 – 河南省 開封総修院[3]卒業。
- 1953年 - 12月20日、バチカンにおいて司祭叙階。
- 1954年 – ローマ ウルバノ大学神学修士学位取得。
- 1965年 – ドイツ ルートヴィヒ・マクシミリアン大学ミュンヘン教育学博士学位取得。
- 1966年 – 若瑟修院[4]院長に任命。
- 1967年 – 台北教区司教総代理に任命。
- 1975年 – カトリック中国司教団（現在のカトリック台湾地区司教団）秘書長に任命。同年6月21日、教皇 ヨハネ・パウロ2世により嘉義教区司教に任命。同年7月22日、台北教区王愈栄補佐司教とともに、台北 国立国父紀念館において福音宣教省長官のロッシ枢機卿により司教叙階。
- 1985年 – 5月3日、司教継承権を有する台北教区協働司教に任命。
- 1989年 - 2月11日、台北教区大司教に任命、同時に金馬使徒座管理者を兼務。
- 2004年 - 1月24日、大司教の職務を引退。

- 2022年 - 12月29日、基隆聖心高級中学で静養中であったが死去した[5]。